# Epitonium smriglioi
Epitonium smriglioi is een slakkensoort uit de familie van de Epitoniidae. De wetenschappelijke naam van de soort is voor het eerst geldig gepubliceerd in 2010 door Bonfitto.